# 瑰麗酒店
瑰麗酒店及度假村（Rosewood Hotels & Resorts）是一家國際奢華酒店及度假村公司，目前在16個國家地區經營28家酒店，由香港周大福集團旗下子公司瑰麗酒店集團擁有。酒店由卡洛琳·羅斯·亨特（Caroline Rose Hunt）於1979年在美國德克薩斯州達拉斯成立。該公司在2011年由Rosewood Corp.和Maritz，Wolff＆Co出售給新世界發展，價格為2.29億美元，其中五處物業以5.7億美元的價格出售。這筆8億美元的交易被美國住宿投資峰會授予“ 2011年度合併與收購”獎。

## 歷史
卡洛琳·羅斯·亨特於1979年成立了瑰麗酒店。1980年，亨特將位於德克薩斯州達拉斯Turtle Creek的棉業大亨Sheppard King的豪宅改建為第一家酒店Rosewood Mansion。

### 瑰麗酒店集團收購
目前由香港周大福集團旗下子公司瑰麗酒店集團擁有。瑰麗酒店集團曾是新世界集團的子公司新世界中國地產的酒店管理部門。該公司於2011年6月宣布已簽署一項購買和出售協議，從Rosewood Corp.和Marina，Wolff＆Co.收購瑰麗酒店，交易於2011年7月29日完成。

## 全球營運據點

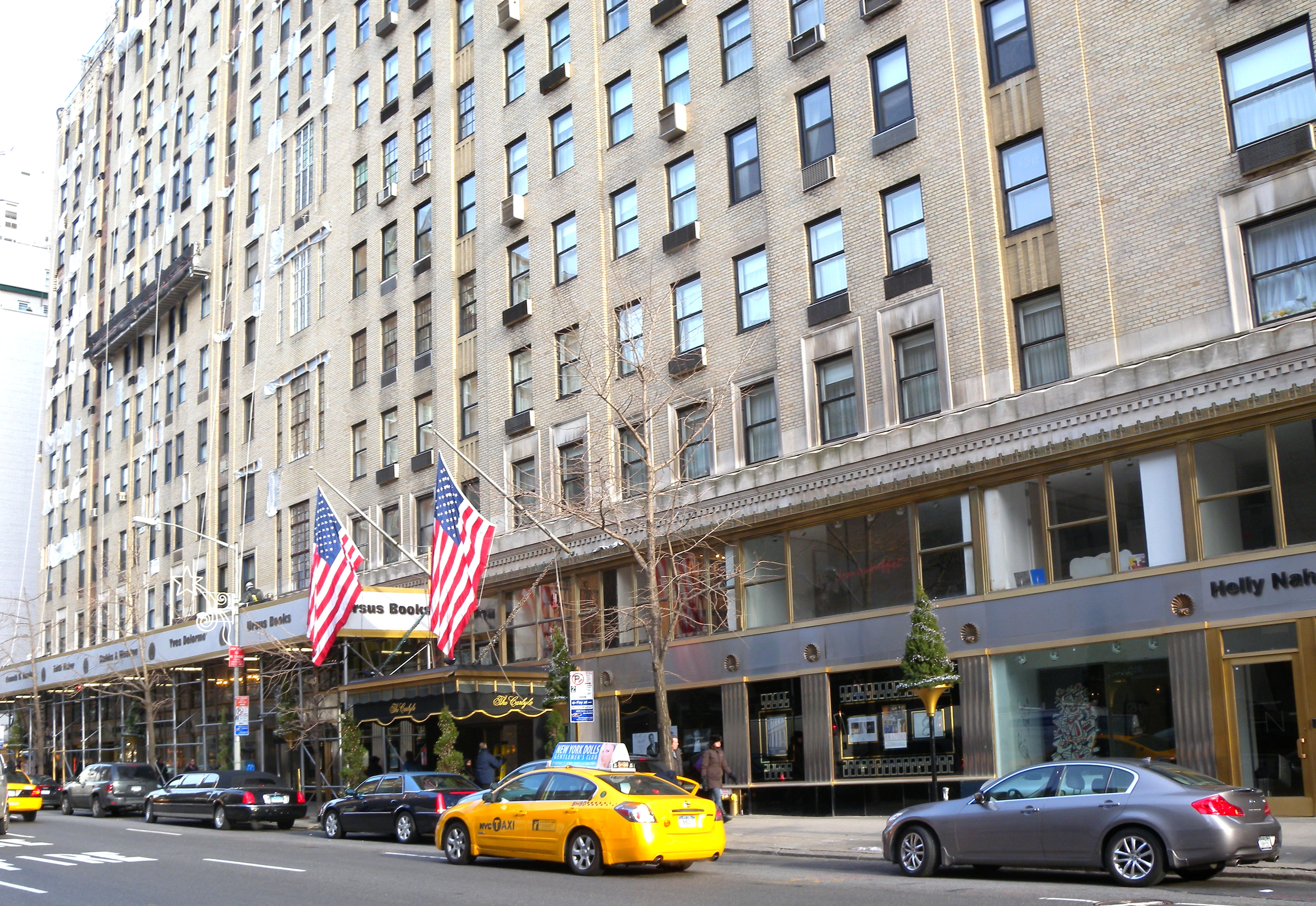
紐約瑰麗酒店

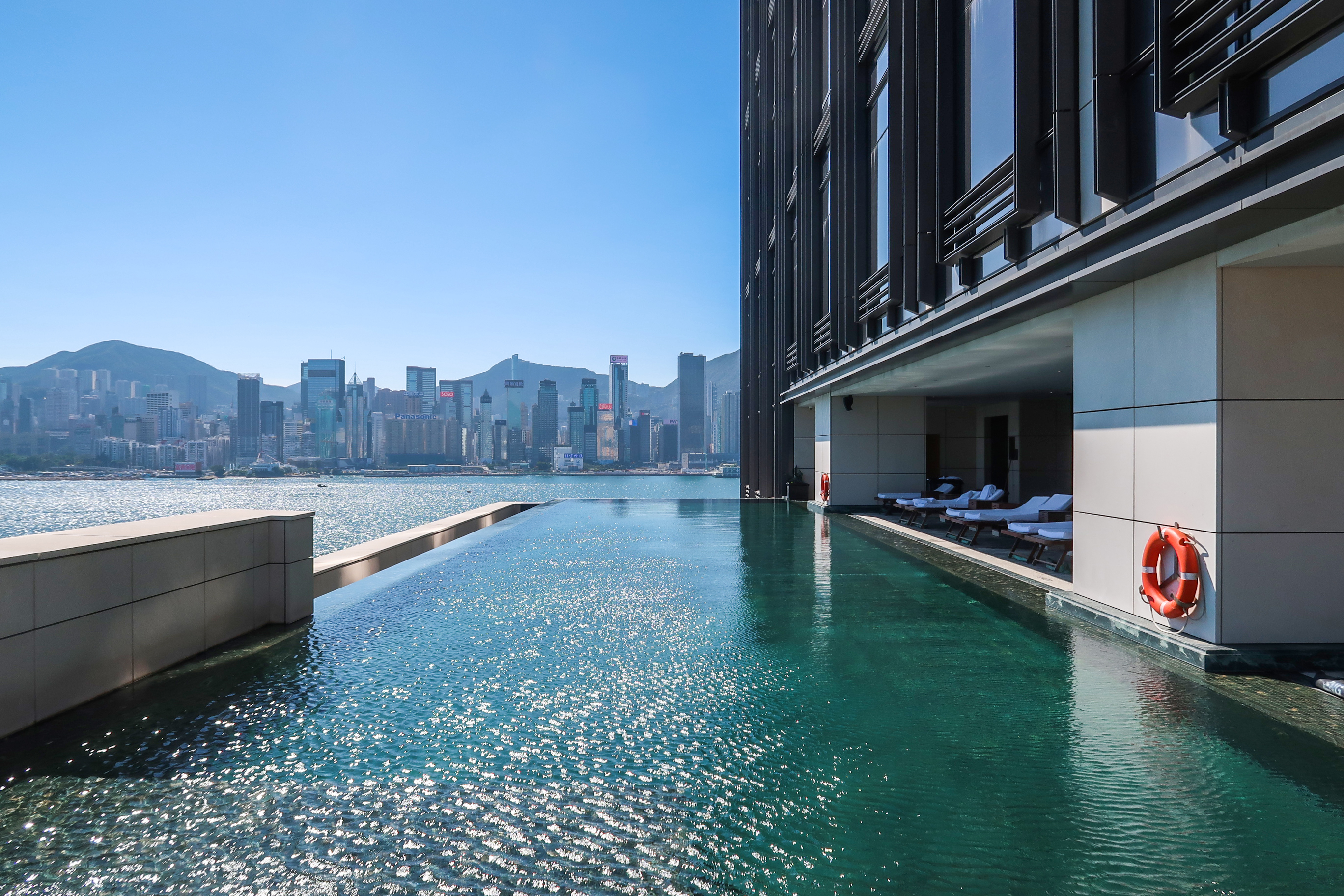
香港瑰麗酒店六樓無邊際游泳池

- 美國
  - 達拉斯瑰麗酒店
  - 紐約瑰麗酒店
  - 聖達菲瑰麗酒店
  - 聖馬丁瑰麗酒店
  - 門洛帕克瑰麗酒店
  - 華盛頓瑰麗酒店
  - 蒙特西托瑰麗酒店
- 加拿大
  - 溫哥華瑰麗酒店
- 墨西哥
  - 洛斯卡波斯瑰麗度假酒店
  - 聖米格爾德阿連德瑰麗酒店
  - 瑞維拉瑰麗酒店
- 百慕大瑰麗酒店
- 巴哈瑪瑰麗酒店
- 英屬維京群島瑰麗酒店
- 法屬聖巴泰勒米瑰麗酒店
- 巴西
  - 圣保罗瑰丽酒店
- 英國
  - 倫敦瑰麗酒店
- 法國
  - 巴黎瑰麗酒店（克里雍大飯店）
- 意大利
  - 托斯卡尼瑰麗酒店
- 沙特阿拉伯
  - 吉達瑰麗酒店
- 阿拉伯聯合酋長國
  - 阿布扎比瑰麗酒店
- 柬埔寨
  - 金邊瑰麗酒店
- 中國
  - 北京瑰麗酒店（京广中心）
  - 三亞瑰麗酒店
  - 香港瑰麗酒店
  - 廣州瑰麗酒店（廣州周大福金融中心）
- 日本
  - 宮古島瑰麗酒店
- 老撾
  - 瑯勃拉邦瑰麗酒店
- 泰國
  - 曼谷瑰麗酒店
  - 普吉瑰麗酒店
- 緬甸
  - 仰光瑰麗酒店

## 外部連結
- 瑰麗酒店─奢華酒店及度假村 （页面存档备份，存于）